# Doris Dahlin
Doris Dahlin, född 21 juli 1952 i Härnösand, är en svensk författare, tidigare bibliotekarie.
Dahlin debuterade som författare 1971 med Ockupationsleken. År 2007 gav hon ut den självbiografiska Skammens boning och 2008 utkom hennes första roman, Vi vet nog vem du är. 
Hon driver även företaget Kompetenskraft. och är textförfattare till den musik som gruppen DOM ger ut

### Skönlitteratur
- Ogjort, Ordfront 2019

• Himlen bar inga moln Ordfront våren 2015
• Min enda syster ljudbok Tundell & Salmson 2015
• Gamla synder ebok och ljudbok Tundell & Salmson 2013
- Till mamma på mors dag, Ordfront, maj 2011
- Vi vet nog vem du är, Ordfront, augusti 2008
- Skammens boning, Ordfront, mars 2007
- Ockupationsleken, Rabén & Sjögren 1971 (även utgiven i England, USA, Danmark)

Medverkat i antologierna: Tusen systrar ställde krav, 2010 Migra förlag. Tala om klass, Ordfront 2006. Ångermanland i litteraturen, Förlag Sober 1991. Grupp 77, Wahlström & Widstrand 1977. Västernorrländska författare, Norrländska Författarsällskapet 1972.

### Facklitteratur
- Simskola för sensitivt begåvade - så slipper du drunkna i egna och andras känslor. Doris Dahlin och Maggan Hägglund. Libris 2021
- I väntan på besked - flyktingar berättar. Text Doris Dahlin foto Per-Erik Åström. Libris förlag 2017
- Hitta din känslostyrka - en handbok för sensitivt begåvade, tillsammans med Maggan Hägglund, 2017. Även utgiven i Tjeckien
- Drunkna inte i dina känslor, tillsammans med Maggan Hägglund, Libris förlag 2012. Även utgiven i Tjeckien Albatross förlag.
- 100 sidor om att lyckas som projektledare, Redaktionen 2006
- 100 sidor om hur du kommer att se fram mot dina utvecklingssamtal, Redaktionen 2005
- Går budskapet fram? Strategier när du skall tala inför grupp, Cura bokförlag 1999

Medverkat i antologierna: Jag är här - 97 röster om mod. Piratförlaget 2018. Att lyfta blicken och bryta mönster - metoder för biblioteksutveckling, Bibliotekstjänst förlag 2006. Möten och människor I Folkets Hus och Folkets Park, Atlas förlag 2005. 

## Utmärkelser
- Hedenvindplaketten 2018 [4]